# Knýtlinga saga
La Knýtlinga saga (che in norreno significa Saga dei discendenti di Canuto) è una saga dei re scritta in Islanda intorno al 1260 che parla dei re danesi da Aroldo I di Danimarca (IX secolo) al 1187.
Essa è fortemente connessa con l'Heimskringla, l'opera di Snorri Sturluson sui re di Norvegia. Come Snorri, l'autore fa spesso uso della poesia scaldica come fonte. Ci sono buone ragioni per credere che l'autore sia stato Óláfr Þórðarson, figlio del fratello di Snorri: Óláfr stette col re di Danimarca Valdemaro II nel 1240-1241, e Valdemaro fornì all'autore della saga una grande mole di informazioni e racconti importanti.